# USS Straus (DE-408)
USS Straus (DE-408) là một tàu hộ tống khu trục lớp John C. Butler từng phục vụ cùng Hải quân Hoa Kỳ trong Chiến tranh Thế giới thứ hai. Nó là chiếc tàu chiến duy nhất của Hải quân Hoa Kỳ được đặt cái tên này, theo tên Trung sĩ David H. Straus, Jr. (1916–1942), người từng phục vụ cùng tàu sân bay Lexington (CV-2) và đã tử trận trong Trận chiến biển Coral vào ngày 8 tháng 5, 1942. Nó đã phục vụ trong suốt Thế chiến II, được cho ngừng hoạt động sau khi xung đột chấm dứt vào năm 1947, rồi cuối cùng bị đánh chìm như một mục tiêu vào năm 1973. Straus được tặng thưởng ba Ngôi sao Chiến trận do thành tích phục vụ trong Thế Chiến II.

## Thiết kế và chế tạo
Lớp John C. Butler được thiết kế nhằm đáp ứng nhu cầu một số lượng lớn nhưng rẻ tiền của một kiểu tàu hộ tống chống tàu ngầm để hộ tống các đoàn tàu vận tải vượt đại dương. Chúng có chiều dài chung 306 foot (93,3 m), mạn tàu rộng 36 foot 10 inch (11,2 m) và mớn nước 13 foot 4 inch (4,1 m), trọng lượng choán nước tiêu chuẩn 1.350 tấn Anh (1.372 t), và lên đến 1.745 tấn Anh (1.773 t) khi đầy tải, với một thủy thủ đoàn bao gồm 14 sĩ quan và 201 thủy thủ. Con tàu được vận hành bởi hai turbine hơi nước hộp số Westinghouse; hơi nước được cung cấp bởi hai nồi hơi "D" Express, tạo ra công suất 12.000 mã lực càng (8.900 kW) và cho phép đạt được tốc độ tối đa 24 hải lý trên giờ (44 km/h; 28 mph). Nó có tầm hoạt động 6.000 hải lý (11.000 km; 6.900 mi) ở tốc độ đường trường 12 hải lý trên giờ (22 km/h; 14 mph).
Dàn vũ khí chính bao gồm hai tháp pháo 5-inch/38 caliber đa dụng nòng đơn, được dẫn đường bởi hệ thống điều khiển hỏa lực Mark 51; vũ khí phòng không gồm hai khẩu đội Bofors 40 mm L/60 nòng đôi và mười khẩu Oerlikon 20 mm nòng đơn cũng được dẫn đường bởi hệ thống Mark 51. Ngoài ba ống phóng ngư lôi 21 inch (533 mm), vũ khí chống ngầm bao gồm hai đường ray thả mìn sâu, tám máy phóng mìn sâu K-gun cùng một dàn súng cối chống ngầm Hedgehog. Con tàu được trang bị sonar kiểu QC, radar dò tìm mặt biển SL và radar dò tìm không trung SA.
Straus được đặt lườn tại xưởng tàu của hãng Brown Shipbuilding Co. ở Houston, Texas vào ngày 18 tháng 11, 1943.Nó được hạ thủy vào ngày 30 tháng 12, 1943, được đỡ đầu bởi bà David Straus, vợ góa của Trung sĩ Straus, và được cho nhập biên chế cùng Hải quân Hoa Kỳ vào ngày 6 tháng 4, 1944 dưới quyền chỉ huy của Hạm trưởng, Thiếu tá Hải quân Donald Albert Nienstedt.

## Lịch sử hoạt động
Sau khi hoàn tất việc trang bị tại Galveston, Texas vào ngày 25 tháng 4, 1944, Straus lên đường để tiến hành việc chạy thử máy huấn luyện tại khu vực Bermuda, và sau đó đi đến Boston, Massachusetts, để sửa chữa sau chạy thử máy từ ngày 28 tháng 5 đến ngày 9 tháng 6. Được điều động sang khu vực Mặt trận Thái Bình Dương, nó đi đến Norfolk, Virginia vào ngày 11 tháng 6 để hộ tống tàu tiếp dầu Mississinewa (AO-59) trong chặng đường đi sang Panama; ghé đến Aruba ngoài khơi Venezuela để tiếp nhận dầu vào các ngày 23 và 24 tháng 6, rồi tiếp tục hành trình. Trên đường đi lúc chiều tối ngày 24 tháng 6, chiếc tàu hộ tống khu trục dò được tín hiệu sonar một mục tiêu nghi ngờ và đã tấn công bằng mìn sâu và súng cối chống ngầm Hedgehog; những vệt dầu loang và bọt khí nổi lên mặt nước, nhưng nó phải bỏ dỡ việc truy lùng để hộ tống Mississinewa. Nó tách khỏi chiếc tàu tiếp dầu tại và băng qua kênh đào vào ngày 26 tháng 6 để di chuyển độc lập đến California.
Sau khi ghé đến San Diego để sửa chữa từ ngày 6 đến ngày 9 tháng 7, Straus tiếp tục hành trình hướng sang quần đảo Hawaii, đi đến Trân Châu Cảng vào ngày 16 tháng 7. Sau một giai đoạn thực hành huấn luyện, nó lên đường vào ngày 24 tháng 7 để đi sang quần đảo Marshall, đi đến Eniwetok vào ngày 2 tháng 8. Nó hộ tống một đoàn tàu vận tải hướng sang quần đảo Mariana, đi đến Saipan vào ngày 10 tháng 8. Nó được phân công tuần tra chống tàu ngầm tại chỗ, đã giải cứu một phi công trên biển vào ngày 13 tháng 8, và hộ tống các đoàn tàu vận tải đi lại giữa Eniwetok và Guam từ ngày 14 tháng 8 đến ngày 14 tháng 9, rồi được điều động gia nhập Đệ Tam hạm đội.
Khởi hành từ Apra Harbor, Guam vào ngày 17 tháng 9, Straus hộ tống một đơn vị tiếp liệu đi đến gia nhập cùng Đội đặc nhiệm 30.8, đội tiếp liệu chính có nhiệm vụ hỗ trợ cho các tàu sân bay thuộc Lực lượng Đặc nhiệm 58. Nó tách khỏi thành phần hộ tống vào ngày 23 tháng 9 để điều tra một bè cứu sinh được phát hiện ở phía Tây đảo Cocos, tìm thấy ba sĩ quan và hai binh lính Lục quân Nhật Bản; hai người lính đã tự tử trong khi ba người kia chấp nhận bị bắt làm tù binh. Nó gia nhập trở lại đội tiếp liệu vào ngày hôm sau để tiếp nhiên liệu cho lực lượng đặc nhiệm, rồi quay trở về Saipan. Nó lên đường đi Eniwetok vào ngày 1 tháng 10 để tiếp nối vai trò hộ tống vận tải.
Lên đường vào ngày 8 tháng 10, Straus hộ tống một đoàn tàu vận tải hướng sang Ulithi, đến nơi năm ngày sau đó, và trở thành tàu căn cứ cho Tư lệnh Đội tuần tra và Hộ tống Tây Caroline. Nó cùng Đội hộ tống 65 di chuyến đến khu vực quần đảo Palau vào ngày 15 tháng 11, làm nhiệm vụ bảo vệ chung quanh Peleliu và Angaur. Vào ngày 18 tháng 11, sau khi có báo cáo về việc binh lính đối phương bơi từ đảo Eli Malk sang Peleliu trong đêm tối, con tàu đã bắn đạn pháo sáng hỗ trợ trong khi một chi hạm đội tàu đổ bộ tấn công đối phương bằng súng máy. Nó quay trở về Ulithi vào ngày 26 tháng 11 để hoạt động hộ tống vận tải cho đến tháng 3, 1945, khi được huy động gia nhập Đệ Ngũ hạm đội.
Cùng với một đơn vị đặc nhiệm tiếp liệu, Straus rời Ulithi vào ngày 26 tháng 3 để gia nhập Đội đặc nhiệm 50.8, đội tiếp liệu chính có nhiệm vụ tiếp nhiên liệu và tiếp liệu các tàu sân bay nhanh tham gia Chiến dịch Okinawa. Nó hoạt động cùng đội tiếp liệu cho đến ngày 26 tháng 6, rồi khởi hành từ Ulithi hai ngày sau đó hộ tống một đoàn tàu vận tải hướng sang Okinawa, đến nơi vào ngày 2 tháng 7. Con tàu vẫn đang hoạt động tuần tra chống tàu ngầm tại vùng biển quần đảo Ryūkyū khi Nhật Bản chấp nhận đầu hàng vào ngày 15 tháng 8, giúp chấm dứt vĩnh viễn cuộc xung đột.
Vào ngày 19 tháng 9, Straus cùng với một lực lượng, bao gồm một tàu tuần dương và năm tàu khu trục và tàu hộ tống khu trục, lên đường hướng sang Nhật Bản, đi đến Sasebo vào ngày hôm sau. Nó tách ra để tham gia cùng hai tàu sân bay để đi đến ngoài khơi Kyūshū, thực hiện các phi vụ tuần tra trôn không đề phòng bất trắc. Con tàu quay trở lại Sasebo vào ngày 25 tháng 9 và ở lại đây cho đến ngày 15 tháng 10, khi nó lên đường quay trở về Hoa Kỳ ngang qua Saipan và Trân Châu Cảng, về đến San Diego vào ngày 5 tháng 11.
Straus được cho xuất biên chế vào ngày 15 tháng 1, 1947 và được đưa về Hạm đội Dự bị Thái Bình Dương.Tên nó được cho rút khỏi danh sách Đăng bạ Hải quân vào ngày 1 tháng 5, 1966, và con tàu bị đánh chìm như một mục tiêu vào tháng 8, 1973.

## Phần thưởng
Straus được tặng thưởng ba Ngôi sao Chiến trận do thành tích phục vụ trong Thế Chiến II.
|  | Bronze star · Bronze star · Bronze star |

| Huân chương Chiến dịch Hoa Kỳ | Huân chương Chiến dịch Châu Á-Thái Bình Dương với 3 Ngôi sao Chiến trận | Huân chương Chiến thắng Thế Chiến II |